# Wladimiro Calarese
Wladimiro Calarese (Mesina, 3 de octubre de 1930-Dayton, 13 de agosto de 2005) fue un deportista italiano que compitió en esgrima, especialista en la modalidad de sable.
Participó en tres Juegos Olímpicos de Verano entre los años 1960 y 1968, obteniendo en total cuatro medallas: dos bronces en Roma 1960, plata en Tokio 1964 y plata en México 1968. Ganó dos medallas en el Campeonato Mundial de Esgrima en los años 1963 y 1965.

## Palmarés internacional
| Juegos Olímpicos   | Juegos Olímpicos          | Juegos Olímpicos  | Juegos Olímpicos  |
| Año                | Lugar                     | Medalla           | Prueba            |
| ------------------ | ------------------------- | ----------------- | ----------------- |
| 1960               | Roma (Italia)             | Medalla de bronce | Sable individual  |
| 1960               | Roma (Italia)             | Medalla de bronce | Sable por equipos |
| 1964               | Tokio (Japón)             | Medalla de plata  | Sable por equipos |
| 1968               | Ciudad de México (México) | Medalla de plata  | Sable por equipos |
| Campeonato Mundial |                           |                   |                   |
| Año                | Lugar                     | Medalla           | Prueba            |
| 1963               | Danzig (Polonia)          | Medalla de bronce | Sable individual  |
| 1965               | París (Francia)           | Medalla de plata  | Sable por equipos |